# Carles Martínez
Carles Marc Martínez Embuena (nacido en Paiporta (Valencia), el 3 de enero de 1988) es un exfutbolista y entrenador español. Actualmente ejerce como analista jefe en el Al-Ain FC.

## Trayectoria

### Como jugador
Se formó en las categorías inferiores del Valencia CF, a la que llegó con 14 años. Pasando por todas las categorías inferiores de este club, llegó al filial valencianista, donde se afianzó y llegó a ser capitán, convirtiéndose en uno de los jugadores más importantes. Durante los dos últimos años en el filial, fue convocado en dos ocasiones para disputar la Europa League y una vez para un partido de la primera división española, con el primer equipo de la entidad valenciana. Al finalizar la temporada 09-10, el Real Murcia lo incorporó a su plantilla. 
En el Real Murcia conseguiría el ascenso a segunda división A. En el equipo grana solo jugó 15 partidos, tapado por Aguilera y Miguel Albiol. Al terminar la temporada 10-11 el jugador marcha y acaba recalando en el Club Deportivo San Roque de Lepe, donde jugaría 35 partidos.
Después de una gran temporada en el conjunto onubense, en el que es uno de los futbolistas más destacados, recala en el Getafe Club de Fútbol para formar parte del equipo filial. Fue pieza clave en el centro del campo del Getafe B (capitán y 35 partidos en la 12-13). 
En 2013, Carles se marcha a Polonia, donde jugaría durante dos temporadas en las filas del Piast Gliwice, de la Primera División polaca. Allí (50 partidos de titular) ha compartido vestuario con Alberto Cifuentes, exportero de Murcia y La Hoya Lorca y que acaba de firmar con el Cádiz. Y con otros españoles como Gerard Badía, Rubén Jurado y Álvaro Jurado. Los ha entrenado Ángel Pérez García, exjugador de Real Madrid, Real Murcia y Elche.
En 2015, el medio defensivo vuelve a España para firmar en el Club Deportivo Atlético Baleares.
En la temporada 2017-18, militó en el Southern District FC en la Premier League de Hong Kong.
En la temporada 2018-19, regresa a España para jugar en el Barakaldo CF, donde jugaría tres temporadas antes de anunciar su retirada.

#### Selección nacional
Internacional con España en categorías inferiores, concretamente en los combinados sub-16, sub-17 y sub-19. Disputó en total 7 encuentros internacionales, siendo de carácter oficial 3 de ellos.

### Como entrenador
En sus dos últimos como jugador, ejerció también de coordinador de la cantera del Barakaldo CF.
Tras colgar las botas como jugador en la temporada 2021-22, se convierte en segundo entrenador de Alberto Cifuentes en el Cádiz Club de Fútbol Mirandilla, donde trabajaría durante dos temporadas.
En 2023, firma como analista jefe en el Al-Ain FC donde trabajaría en los cuerpos técnicos de Hernán Crespo y de Alfred Schreuder.

## Clubes

### Como jugador
| Club                             | País      | Año       |
| -------------------------------- | --------- | --------- |
| Valencia Mestalla                | España    | 2007-2010 |
| Real Murcia                      | España    | 2010-2011 |
| CD San Roque de Lepe             | España    | 2011-2012 |
| Getafe Club de Fútbol "B"        | España    | 2012-2013 |
| Piast Gliwice                    | Polonia   | 2013-2015 |
| Club Deportivo Atlético Baleares | España    | 2015      |
| Zagłębie Sosnowiec               | Polonia   | 2016      |
| Club Deportivo Guijuelo          | España    | 2016      |
| Southern District FC             | Hong Kong | 2017      |
| Barakaldo Club de Fútbol         | España    | 2018-2021 |

### Como entrenador
| Club                                                 | País                   | Año       |
| ---------------------------------------------------- | ---------------------- | --------- |
| Barakaldo Club de Fútbol (Coordinador de la cantera) | España                 | 2019-2021 |
| Cádiz Club de Fútbol Mirandilla (Segundo entrenador) | España                 | 2021-2023 |
| Al-Ain FC (Analista Jefe)                            | Emiratos Árabes Unidos | 2023-     |